# Та Али (стадион)
„Та Али“ (на малтийски: Grawnd Nazzjonali Ta' Qali) е националният стадион на Малта. Намира се в село Атард в центъра на остров Малта.
Построен е през 1980 г. Разполага с капацитет от 17 797 седящи места. Използва се от националния отбор по футбол на Малта, както и за повечето мачове от местното първенство и европейските клубни турнири.